# Surh Kotal
Surh Kotal (perzijsko سرخ‌کوتل‎, paštunsko سور کوتل‎), Čašma-i Šir ali Sar-i Čašma je arheološko najdišče v južni Baktriji, približno 18 km severno od mesta Puli Humri, glavnega mesta afganistanske province Baglan.
Munumentalne zgradbe na najdišču so bile  zgrajene v obdobju Kušanskega cesarstva (30–375 n. št.). Na najdišču so bili odkriti ostanki mogočnih templjev, kipi kušanskih vladarjev in napisi, ki so razkrili del kronologije zgodnjih kušanskih cesarjev, ki so se imenovali tudi Veliki Kušani. Rabataški napis, odkrit v vasi Rabatak blizu Surh Kotala, je dal pomembne podatke o rodoslovju Kušanske dinastije.
Najdišče Surh Kotal, ki je glavno najdišče iz obdobja Kušanskega cesarstva,  so izkopavali v letih 1952-1966. Raziskave je vodil profesor Schlumberger iz Délégation Archéologique Française en Afghanistan. Nekaj odkritih kipov so prenesli v Narodni muzej Afganistana, ostalo pa so popolnoma izropali med afganistansko državljansko vojno. 
Najpomembnejše najdbe v Surh Kotalu so napisi, kip cesarja Kaniške in žgalni oltar. Cesarjev kip so uničili talibani med valom ikonoklazma februarja-marca 2001, vendar so ga francoski konzervatorji uspeli obnoviti. V Narodnem muzeju Afganistana so trenutno razstavljene tri najdbe iz Surh Kotala.

## Starodavno ime mesta
Sedanje splošno sprejeto ime so najdišču dali francoski arheologi na čelu s profesorjem M. Schlumbergerjem, ki so ga prvi raziskovali. Ime ni izvirno, ampak ime bližnjih gora. 
Starodavno ime najdišča sta  iz fragmentov besedil rekonstruirala W. B. Henning in J. D. M. Derrett in se bere  "ΒΑΓΟΛΑΓΓΟ" - "BAGOLAGGO". Ime je podobno imenu bližnjega mesta Baghlan. Napisano je z grškim alfabetom, vendar v neznanem jeziku, zato ni rečeno, da pomeni ime mesta. Beseda lahko  pomeni nekaj povsem drugega. Avtorja sta predpostavila, da je jezik verjetno lokalno iransko narečje in zato primerjala besedo s staroiranskim izrazom baga-danaka, ki pomeni tempelj ali svetišče.

## Napisi
Napise iz Surh Kotala je prevedel J. Harmatta. Pisani so v baktrijskem jeziku v grškem alfabetu.
Tako imenovani "nedokončani napis" (SK2) se bere:
"Leta  299, na 9. [dan] [meseca] diosa, je kralj kraljev  Ooëmo Takpiso, veličanstvo, Kušan,  [tukaj] izkopal kanal."
Fragmenti napisa iz obdobja kralja Kaniške na žalost vsebujejo le približno petino (skupaj 124 črk) prvotnega napisa. Prevedeni so kot:
"gospod, k[ralj kraljev], mogočni  Kaneško ...
[v] prvem [le]tu T [kraljev častnik] pri[šel] sem.
Potem je v štirih letih  zanj zgradil [trdnjavo in svetišče].
[In] ko je bila [trd]njava do[končana, je] zanj [naredil pro]čelje [in] stopnišče.
Za povrh je ves kanal ob[ložil] s kamni, da je po njem tekla č[sta] voda do bi[vališča bogov. Tako je] po[skrbel za svetišče].
[Razen trdnjave in kanala je nek neznanec na kraljev ukaz zgradil kanal]. In potem je ta neznanec posvetil to pročelje in stopnišče, ki vodi tja."
Besedilo SK 4 (A, B in M) se glasi:
Ta trdnjava je svetišče Oanindo 'Kaneško', ki ga je gospod kralj imenoval Kaneško.
Takrat, ko je bila trdnjava prvič dokončana, je v njej manjkala pitna voda, zato je bila trdnjava brez vode. In ko je tok vode iz kanala presahnil, so si bogovi zaželeli oditi proč iz tega bivališča. Nato so jih odpeljali v Lrafo, [in sicer] v Andēzo. Nato je bila trdnjava opuščena.
Potem, ko je Nokonzoko, karalrango, kraljev ljubljenec, ki je bil zelo predan kralju, božjemu sinu, zavetniku, dobrotniku, tudi usmiljenemu, ki želi slavo, vso zmagovalno moč iz čistega srca, prišel sem v  svetišče v 31. vladarskem letu  v mesecu Nīsānu in skrbel za trdnjavo. Nato je dal izkopati vodnjak, da  je zagotovil vodo. Nato je [vodnjak] obzidal s kamenjem, da v trdnjavi ne sme zmanjkati čiste pitne vode. In če bi vodni tok iz kanala ne presahnil, si tudi bogovi ne bi smeli želeti proč iz svojega bivališča, zato trdnjave ne bi smeli zapustiti.
Razen tega je imenoval nadzornika vodnjaka, ki je tam postavil pomočnika, tako da je [nadzornik] prevzel skrb za vodnjak, drug nadzornik pa je skrbel za celotno trdnjavo.
Vodnjak in pročelje je zgradil Xirgomano, karalrango, na kraljev ukaz. [B: Razen tega je vodnjak zgradil Borzomioro, sin Kozgaška, meščan Hastilogana, spremljevalec Nokonzika, karalranga, po kraljevem ukazu].
Poleg tega je [to] posvetil Eiiomano skupaj z Mihramanom, Bozomihrovim sinom  [napravo 5] skupaj [napravo 2]. (A: napravo 1 skupaj, napravo 2, B: Liiago, napravo 3, Adego, napravo 4).
- Surkh Kotal je stal v južnem delu  Baktrije
- Kapitel stebra iz Surh Kotala z Budo na sredini
- Napis iz Surh Kotala, pisan v grškem alfabetu